# Parque nacional de Őrség
El parque nacional de Őrség (en húngaro: Őrségi Nemzeti Park Igazgatóság) está ubicado en Hungría. Fue creado en el año 2002. Su nombre hace referencia a la tierra de Őrség situada en el extremo occidental de la cuenca de los Cárpatos, en la frontera con Austria y Eslovenia. Posee una superficie total de 440 kilómetros cuadrados y es administrado por la dirección del parque nacional de Őrség.
Además de dos áreas paisajísticas protegidas y un sitio Ramsar, en la zona se encuentran los lagos de Hársas, junto a la localidad de Szentgotthárd; Vadása, en Hegyhátszentjakab, y Borostyán, en Zalalövő, así como el spa de Szentgotthárd y el resort de Mjus World Resort & Thermal Park.

## Áreas paisajísticas protegidas
- Kőszeg, 42 km2, en Kőszeg, una de las ciudades medievales más bellas de Hungría, en la frontera con Austria, a los pies de los Alpes. Está articulada en torno a un castillo y rodeada de colinas y bosques de robles, pinos y píceas, así como de viñedos que existen desde 1200.[5]
- Colina de Ság, 235 ha, en Celldömölk. Monte volcánico en el oeste de Hungría, al oeste de lago Balaton, de cinco millones de años. Por su situación aislada se rodó en ella la película Eragon.[6] Dentro del área paisajística se encuentra el Parque volcánico de Kemenes, con el único museo de vulcanología del país en un edificio de casi mil metros cuadrados, donde se muestran los volcanes de la cuenca de los Cárpatos y el volcán de basalto.[7] En el mismo recinto se encuentra el Museo Sághegyi o del monte Ság, edificio de procesamiento de la mina de basalto en el que se muestra la historia de la minería y la viticultura de la región.[8]

## Sitios Ramsar
- Valle de Rába, 95,52 km2, en: 47°05'26"N 16°45'27"E, nº 1645, desde 2006, en el río Raba. Una sección del río Raba desde Austria hasta el condado de Győr-Moson-Sopron. En esta sección, los meandros se forman con libertad y las inundaciones anuales mantienen la vitalidad de las riberas, rodeadas de bosquetes, matorrales de sauces y algunos árboles de maderas duras. En las orillas viven especies como el abejaruco europeo, el martín pescador común y el avión zapador. En los meandros y pozas aisladas viven especies como la lamprea Eudontomyzon mariae y el pércido Zingel zingel.[9]